# Gemeindezentrum Albert Schweitzer

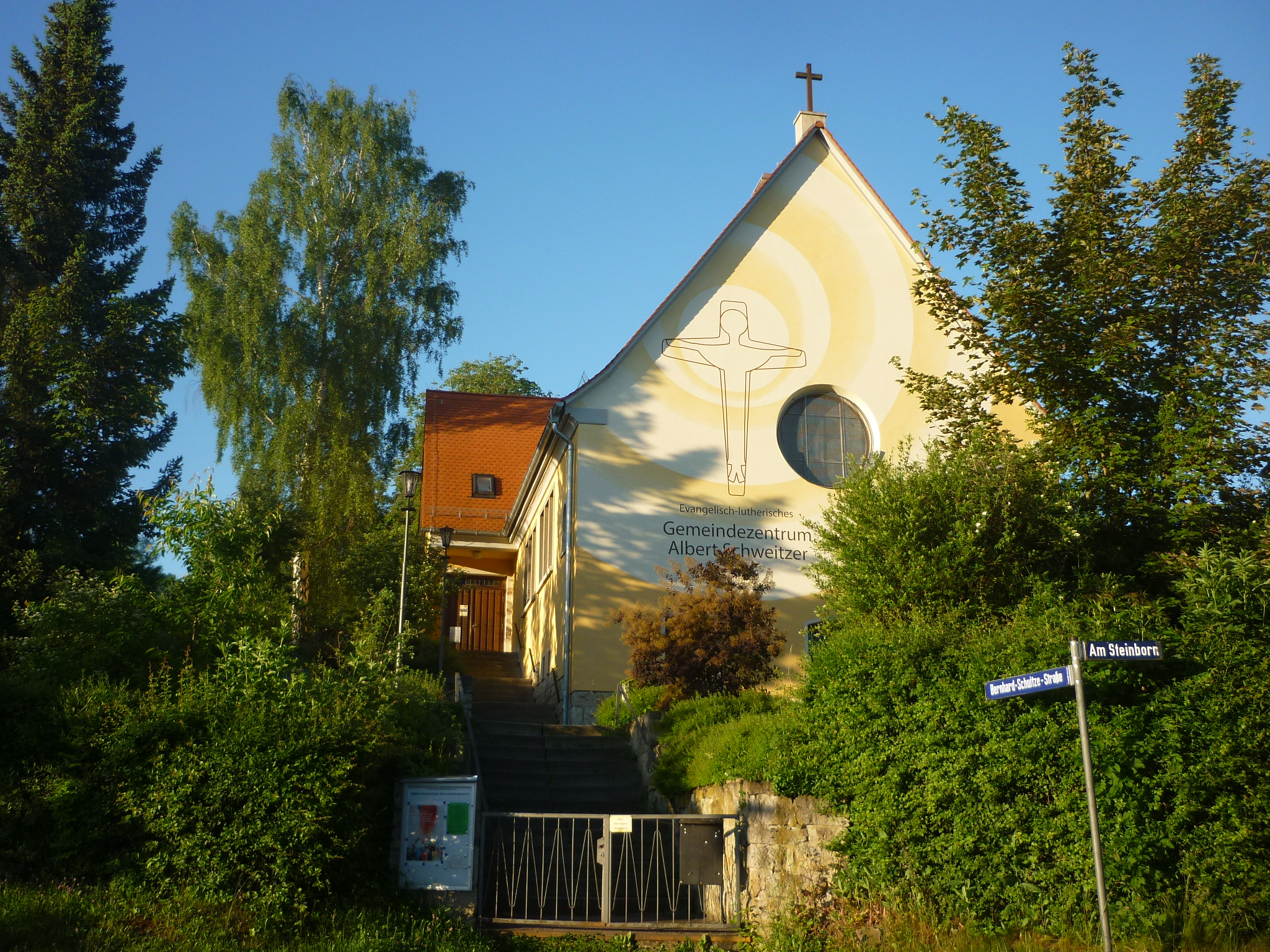
Gemeindezentrum Albert Schweitzer in Jena-Ost

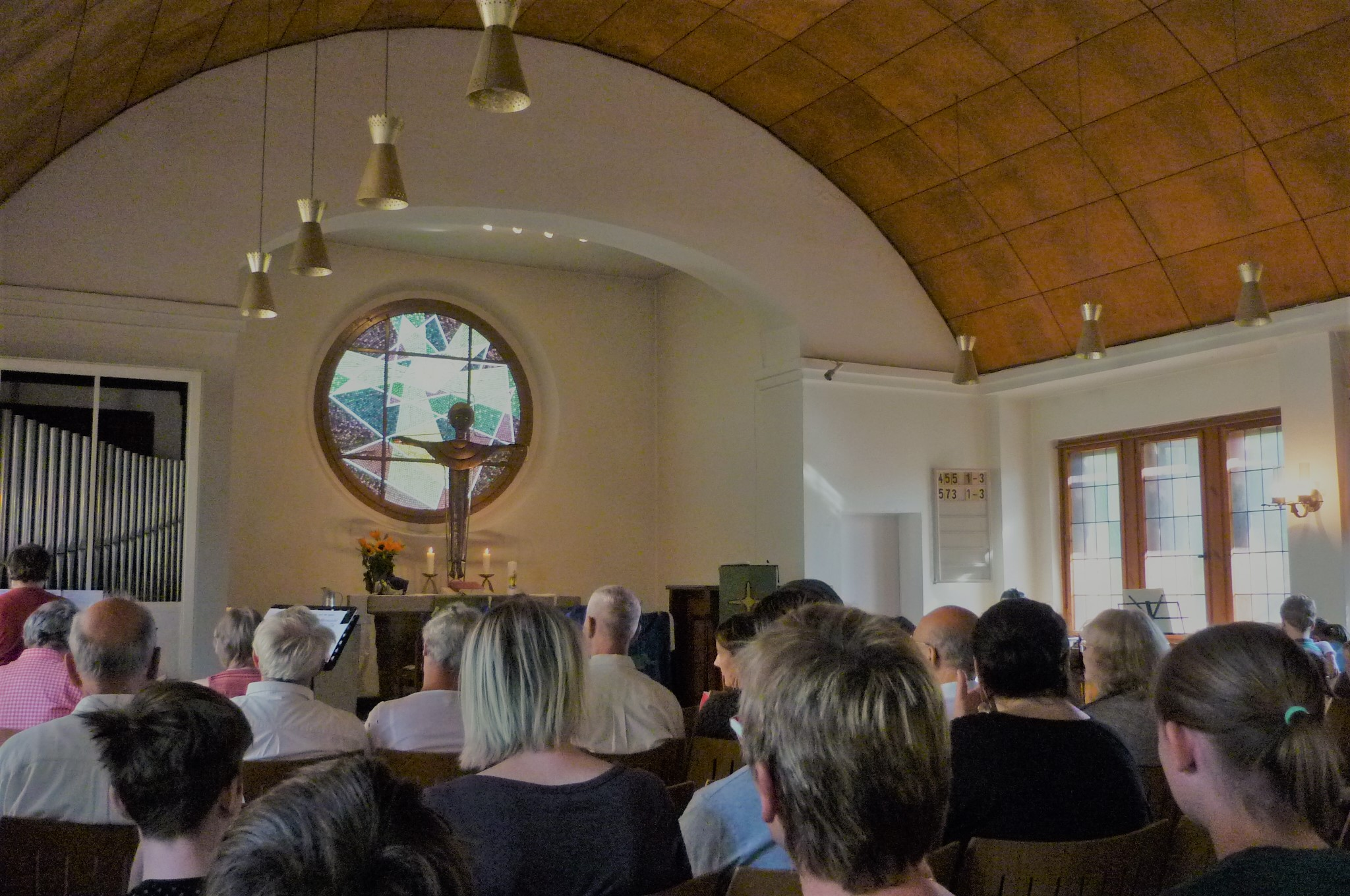
Gemeindezentrum Albert Schweitzer: Gottesdienstraum

Das Gemeindezentrum Albert Schweitzer ist Teil der evangelischen Kirchgemeinde Jena. Regelmäßig wird hier zu Gottesdiensten und Andachten, zu Bildungs- und Gesprächsangeboten für Kinder, Jugendliche und Erwachsene wie auch zu kirchenmusikalischen und anderen kulturellen Veranstaltungen eingeladen. Das Gemeindezentrum befindet sich im östlich gelegenen Ortsteil Wenigenjena, Am Steinborn 136. Es bildet mit den Gemeinden der Dorfkirchen von Jenaprießnitz, Großlöbichau und Kleinlöbichau, die am Kirchenradweg Jena – Thalbürgel liegen, den Seelsorgebezirk Gembdental. Seine Baugeschichte und die für ein Kirchgebäude ungewöhnliche Wahl des Namenspatrons Albert Schweitzer war von den Besonderheiten der Situation der Christen und Kirchen in der DDR geprägt.

## Geschichte
In den 1930er Jahren entstand in Jena-Ost (Wenigenjena) das Wohngebiet Schlegelsberg, das zunächst wenig kirchlich, eher freigeistig geprägt war. Die kleine Gemeinde des Wohngebietes gehörte zur Schiller-Kirche „Unserer Lieben Frau“. Nach Ende des 2. Weltkrieges wuchs sie bedingt durch Zuzug von ausgebombten Menschen, von Flüchtlingen und Rückkehrern aus Kriegsgefangenschaft. Dadurch entstand der Wunsch, hier ein Gemeindezentrum zu bauen. Zunächst entstand eine noch heute erhaltene hölzerne Baracke als vorläufiges kirchliches Zentrum des Wohngebietes. Aufgrund der Entwürfe der Jenaer Architekten Hans Schlag und Arndt Zimmermann wurde durch den Bauingenieur Rolf Wolfram der Neubau eines Gemeindezentrums mit Pfarrhaus entwickelt. Ein Kirchturm war staatlicherseits nicht gestattet worden, sondern nur ein freistehender Glockenstuhl. „Nach Überwindung von mancherlei Schwierigkeiten“ konnte am 1. Juli 1955 der erste Spatenstich getan und am 6. November 1955 nach freudigem und freiwilligem Einsatz von vielen Helferinnen und Helfern bei den Ausschachtarbeiten der Grundstein gelegt werden. Der Bauablauf war recht dramatisch: Nachdem schon alle geforderten Ausschachtungsarbeiten von Gemeindegliedern in Eigenleistung erbracht wurden, haben die „staatlichen Organe“ über die Nichtbereitstellung von Baumaterial bis zum Entzug der Baulizenz empfindlich auf das Baugeschehen Einfluss genommen. Ein Baustopp führte zu Schäden, die teilweise bis in die Gegenwart erkennbar sind. Der Kinderarzt Dr. Hellmut Planer-Friedrich, ein Jenaer Kirchenältester, schrieb an Albert Schweitzer, ob dieser seinen Namen für das neu zu erbauende Gemeindezentrum geben würde. In seinem Brief vom 23. September 1958 gab Albert Schweitzer seine Einwilligung:

„Lieber Kollege, mit Freuden gebe ich meine Einwilligung dazu, dass das Gemeindehaus in Jena-Ost meinen Namen trägt. Es bewegt mich, dass die Gemeinde diesen Wunsch hat. Möge das Gemeindehaus mit dazu beitragen, dass die Gemeinde Stunden gesegneter Andacht erlebe. Wie geängstigt ist die Welt in der Zeit da ich Ihnen diese Zeilen schreibe. Aber doch dürfen wir die Hoffnung nicht aufgeben, dass eine andere Zeit kommen wird, in der wir auf das was wir in dieser Atomzeit erlebten, wie auf einen wüsten Traum zurückblicken werden. Grüßen Sie die Gemeinde lieb von mir. Herzlich Ihr Albert Schweitzer“

Mit diesem Votum des auch in der DDR hochverehrten Trägers des Friedensnobelpreises kamen die „staatlichen Organe“ nicht mehr umhin, den weiteren Baufortschritt für das Gemeindezentrum zu genehmigen. Das Gebäude entstand in reduzierter Form: das geplante Pfarrhaus auf demselben Grundstück durfte nicht gebaut werden und die geplante Empore wurde zu einer kleinen Wohnung. Das Baumaterial war nicht das Beste. Dennoch wurde es von Gemeindeangehörigen nachts bewacht, um Diebstähle von Baustoffen zu verhindern. Bauleiter war Helmut Müller aus Jena.
Am 5. Juni 1960 konnte die Gemeinde mit Pfarrer Ludwig Ehrhardt und Landesbischof Moritz Mitzenheim das Gemeindezentrum Albert Schweitzer einweihen. Ebenso wie das Pfarrhaus wurde auch der Bau eines Glockenturmes staatlicherseits nicht genehmigt. Glockengießermeister Franz Schilling aus Apolda spendete drei Stahlglocken und finanzierte auch den Bau des Glockenstuhls. Die Glocken werden von Hand geläutet.
Von den Anfängen in den 1950er Jahren bis in die 1990er Jahre war der Sprengelratsvorsitzende Max Keßler, einflussreicher Gründer und Inhaber des evangelischen Wartburg Verlags, von entscheidender Bedeutung für Verhandlungen mit den staatlichen Stellen und für verschiedene organisatorische Aufgaben am Gemeindezentrum. In den ersten Jahrzehnten wirkte in der Gemeindearbeit mit Kindern und Jugendlichen Frau Christel Pommerening. Das von ihr geleitete Gemeinde-Theatergruppe prägte Generationen.

## Innenausstattung
Der Jenaer Künstler Harry Franke gestaltete für den Altarraum das kupferne Kreuz mit der Darstellung des auferstandenen und segnenden Christus sowie dahinter ein rundes Mosaikfenster. Das Fenster zeigt in goldgelber Glasfärbung eine Strahlenkrone hinter dem Haupt der Christusfigur umgeben von unendlich reflektierenden Lichtstrahlen, die die Ewigkeit symbolisieren.
Die Orgel wurde vom Orgelbauer Alexander Schuke (Potsdam) erbaut. Das Instrument hat 6 Register auf einem Manual und Pedal. Die Spieltrakturen sind mechanisch.
| Manual      |     |
| Holzgedackt | 8′  |
| Prinzipal   | 4′  |
| Rohrflöte   | 4′  |
| Blockflöte  | 2′  |
| Scharff     | 3f. |
| Pommer      | 16′ |

- Pedalkoppel

## Bilder

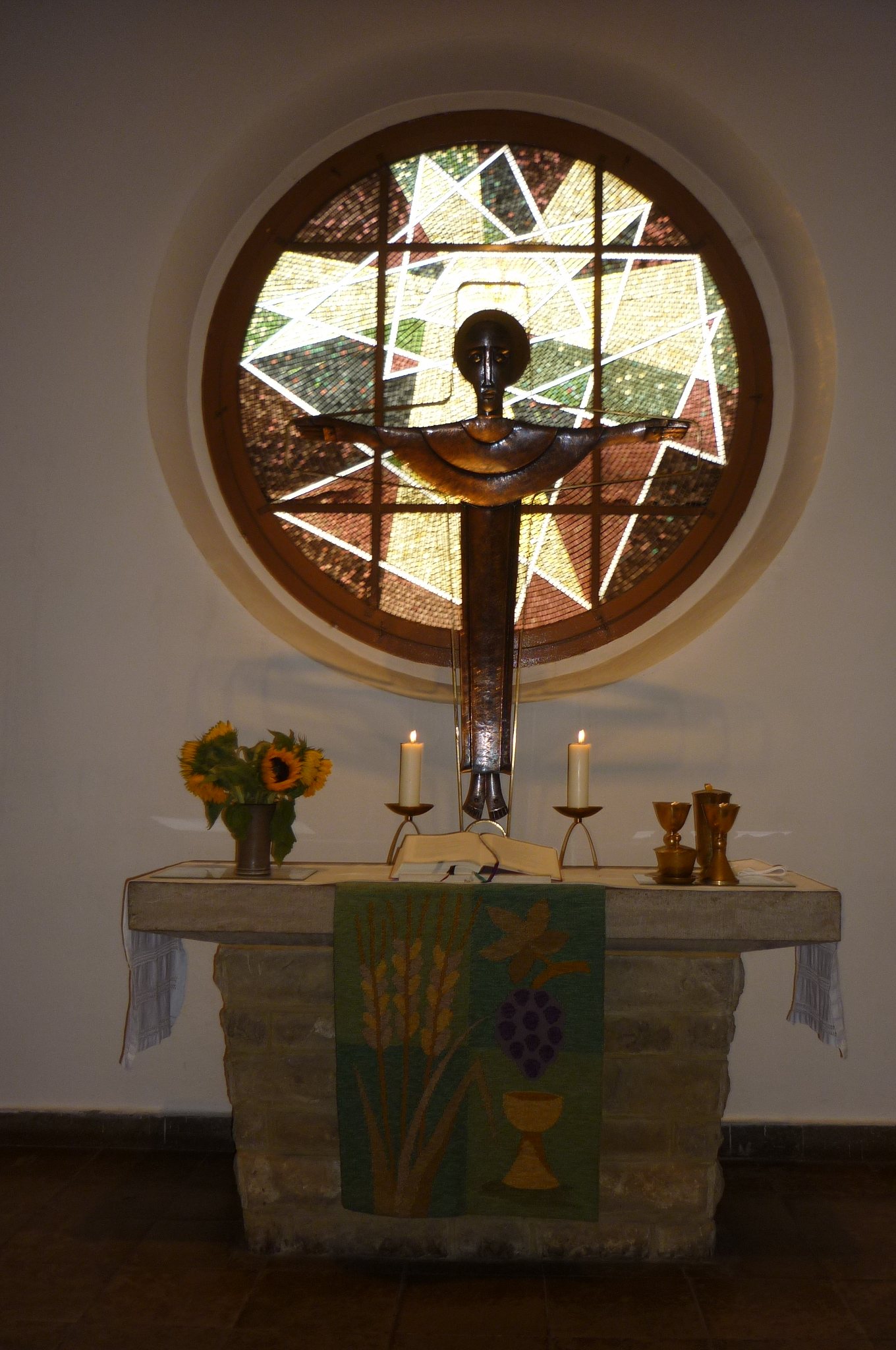
Gemeindezentrum Albert Schweitzer: Altarraum
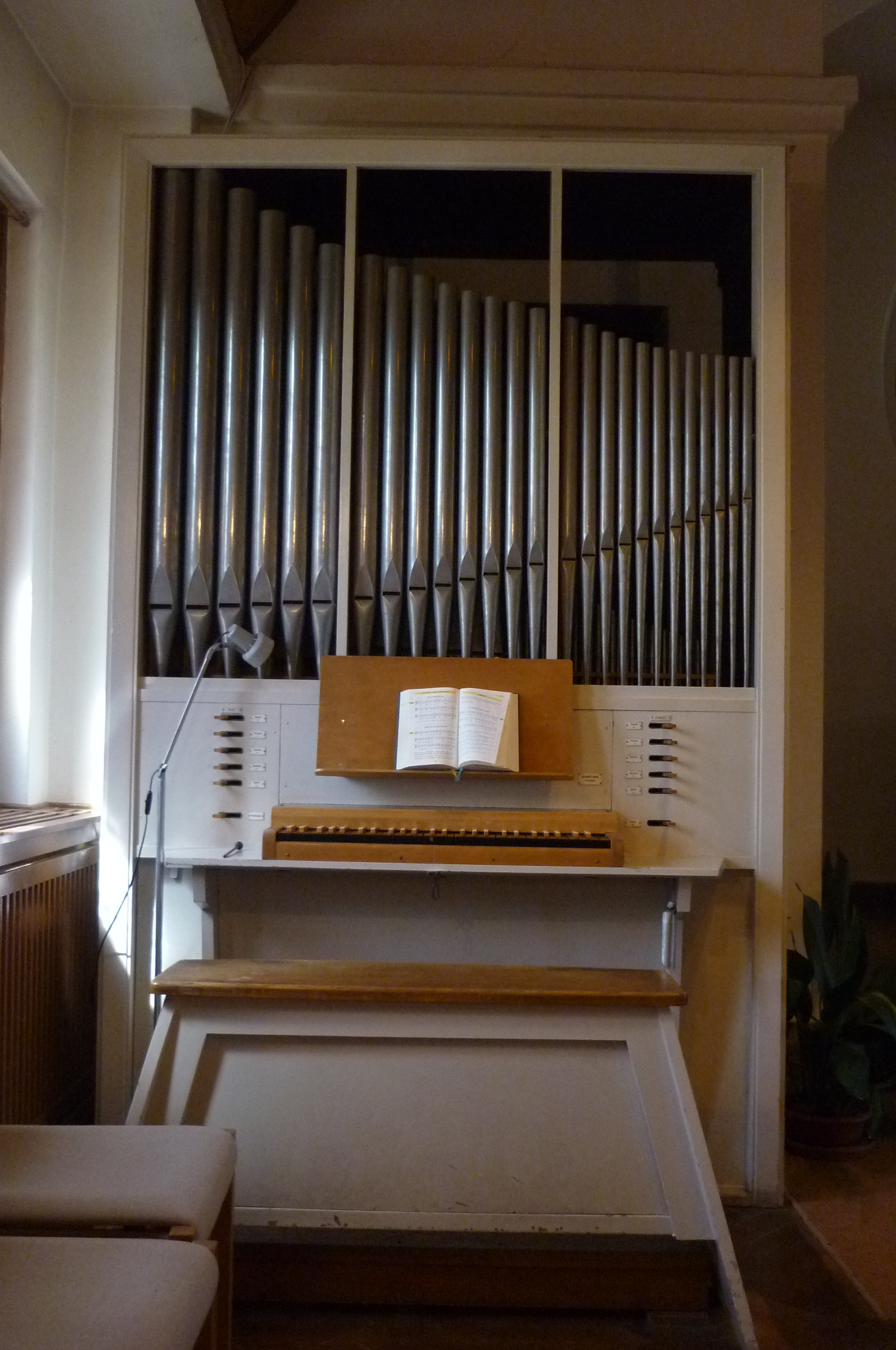
Gemeindezentrum Albert Schweitzer: Orgel
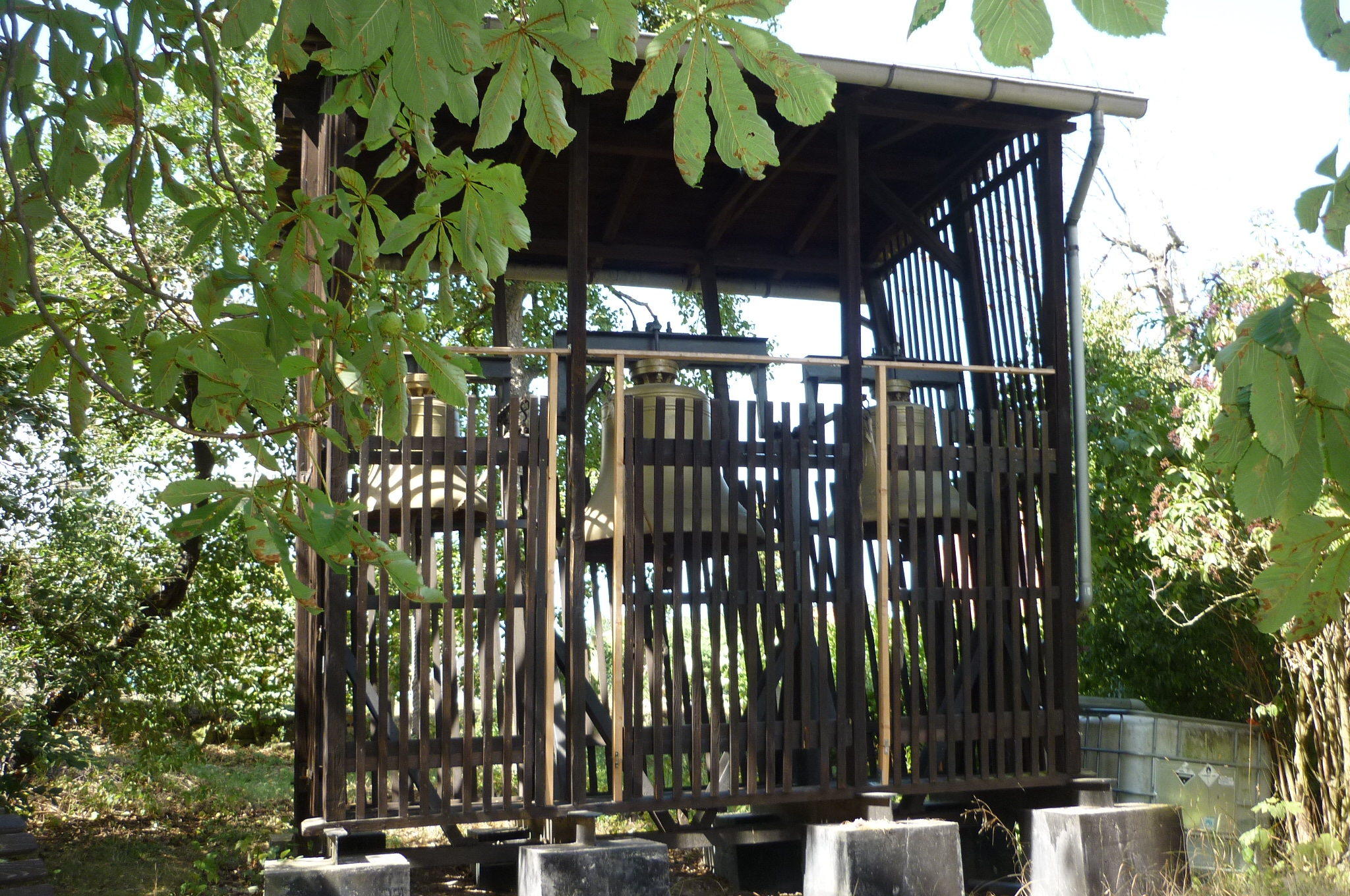
Gemeindezentrum Albert Schweitzer: Glocken
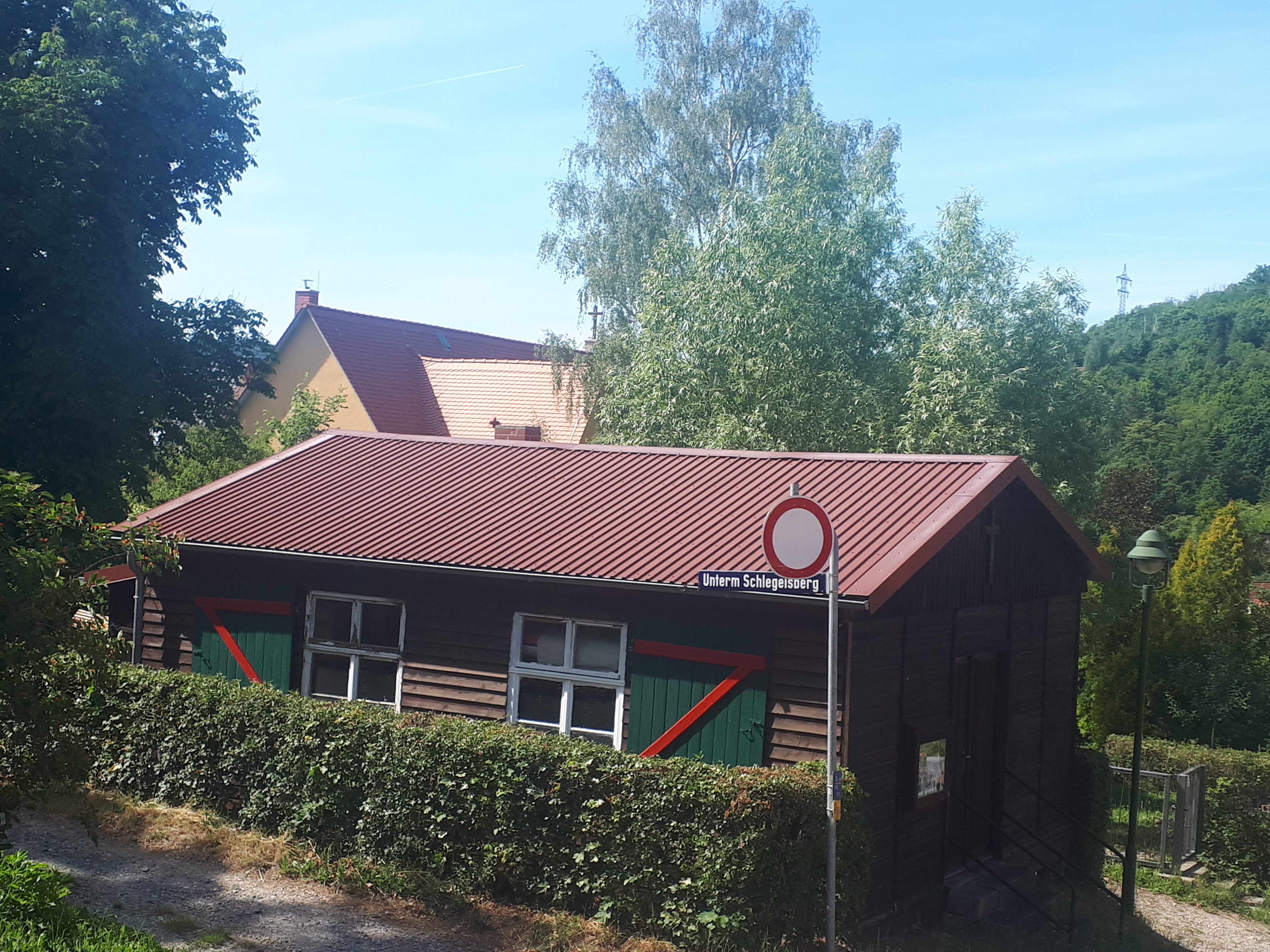
Baracke, die vor dem Bau des Gemeindezentrums (im Hintergrund) für Gottesdienste genutzt wurde

## Pastorinnen und Pfarrer
- Ludwig Ehrhardt: 1953–1970
- Eberhard und Anneliese Hertzsch: 1971–1984
- Vakanzverwaltung: 1985–1988
- Matthias Rost: 1989–1999
- Heinz Bächer: 2000–2001
- Ulrike Spengler: 2002–2011
- Sven Hennig: seit 2012